# 경기도의 코로나19 범유행
다음은 경기도에서의 코로나19 범유행에 대한 설명이다.

## 경과
- 2월 21일 김포시에서 확진자 2명이 발생했다. 이들은 모두 대구 신천지 교회와 관련이 있다. 뉴 고려병원 선별진료소에서 확진판정을 받았다.
- 2월 중~3월까지 사망자가 나왔고 이 가운데 남양주시, 성남시, 의정부시, 군포시에서 첫 발생하였다. 명지병원, 경기도의료원 수원병원에서 치료 중 사망하였다.
- 3월 17일 성남시 분당구 서현동 분당제생병원에서 집단감염이 발생하였다.
- 4월~5월 21일까지 사망자가 발생하였고 이 중 고양시, 포천시, 양주시에서 첫 사망자가 발생하였다. 경기도의료원 파주병원, 서울의료원등 13개소에서 치료 중 사망하였다.
- 5월 22일 김포시 장기동에서 확진자가 발생했다. 이것은 부천에서의 코로나19 확진자가 다녀갔던 돌잔치와 관련이 있다.
- 5월 24일~6월 9일 사망자가 4명 발생하였고 이 중 구리시, 광주시 첫 사망자로 분당서울대병원, 성남시의료원, 순천향대학교병원, 경기도의료원 안성병원에서 입원 치료 중 폐렴 악화로 사망하였다. 이 중 두 명은 집단감염과 연관된 것이다.
- 7월 사망자는 많이 나왔고 이 중 세 명은 부천시, 광명시, 시흥시, 수원시에서 처음 발생한 사망자다. 명지병원, 아주대병원 등 8개소에서 치료 중 사망하였다.
- 8월 14일 경기도는 집단감염이 확산되자 종교 시설에 대해 집합 제한 명령을 내렸다.
- 8월 15일 정부는 경기도, 서울특별시의 거리두기 단계를 사회적 거리두기 2단계로 격상시켰다.
- 8월말 화성시, 하남시, 양평군에서 첫 사망자가 발생하였다. 성남시의료원, 경기도의료원 파주병원에서 치료 중 사망하였다.
- 9월, 안양시, 김포시, 안산시, 평택시, 용인시, 이천시, 파주시, 가평군에서 첫 사망자가 발생하였다. 고려대학교 안산병원, 경기도의료원 이천병원, 경기도의료원 포천병원 외 10개소 등 격리 치료 중 사망하였다.
- 10월~11월 사망자가 116명이 되었고, 오산시에서 첫 사망자가 발생하였다.
- 2020년 11월 24일 수도권 거리두기가 2단계로 격상하였다.[1]
- 12월 초 잇따라 사망해 누적 사망자가 126명으로 늘어났다.
- 12월 8일을 기점으로 사회적 거리두기 2.5단계가 실행됐다.
- 12월 9일~12월 13일 신규로 사망자가 나와 135명으로 늘어났고 이 중 한 명은 여주시 첫 사망자다. 경기도의료원 안성병원에서 치료 중 사망하였다.
- 12월 14일~12월 31일 신규 사망자는 폭증해 263명으로 늘었다. 이 때문에 부천시사망자가 큰 피해를 입었다 경기도의료원 의정부병원, 의정부성모병원, 성빈센트병원, 박애병원, 현대병원 외 45개소 치료 중 폐렴 악화로 오늘 0시에 사망하였다.
- 2021년 1월 1일 사망자는 271명이 되었다. 이 중 한명은 교정시설에서 사망하였다.
- 2021년 1월 사망자 폭증해, 425명이 되었고, 이중 한명은 안성시 첫 사망자 발생하였다. 서울아산병원 외 100개소 치료중 사망하였다.
- 2021년 2월 사망자 폭증해 492명이 되었으며 이중 한명은 의왕시에서 첫 사망자 발생하였다 국군수도병원 외 200개소에서 치료중 사망하였다.
- 2021년 3월 사망자가 크게 폭증해  537명이 되었다. 분당서울대병원 외 102개소에서 격리중 사망하였다.
- 2021년 4월 사망자가 또 폭증해 582명이 되었다. 경기도의료원 안성병원 외 199개소에서 격리중 사망하였다.
- 2021년 5월 사망자가 대폭 폭증해 638명이 되었다. 명지병원 외 33개소에서 치료중 사망하였다.
- 2021년 6월 사망자가 대폭 폭증해 654명이 되었다. 박애병원 외 15개소에서 치료중 사망하였다.
- 2021년 7월 12일부터  모든 유치원, 초등학교, 중학교, 고등학교가 전면 원격 수업으로 전환되었다.[2]
- 2021년 7월 14일 경기도 일일 확진자는 465명으로 역대 최다 기록을 세웠다. 사망자는 잇따라 662명이 되었고, 박애병원 외 4개소 치료중 사망하였다.
- 2021년 7월 18일 경기도 누적 확진자가 5만명을 돌파하였다.[3]
- 2021년 7월 사망자가 크게 폭증해 683명으로 늘어났다. 치료중 사망하였다.
- 2021년 8월 10일 경기도 누적 확진자가 6만명을 돌파하였다.
- 2021년 8월 29일 경기도 누적 확진자가 7만명을 돌파하였다.
- 2021년 8월 사망자가 대폭 크게 폭증해 747명으로 늘어났다. 격리 치료중 사망하였다.
- 2021년 9월 16일 경기도 누적 확진자가 8만명을 돌파하였다.
- 2021년 9월 24일 경기도 일일 확진자는 1102명으로 역대 최다 기록을 다시 세웠다.
- 2021년 9월 30일 경기도 누적 확진자가 9만명을 돌파하였다.
- 2021년 9월 사망자가 대폭 폭증해 803명으로 늘어났다. 격리 치료중 사망하였다.
- 2021년 10월 16일 경기도 누적 확진자가 10만명을 돌파하였다.
- 2021년 10월 사망자가 대폭 크게 폭증해 931명으로 늘어났다. 격리 치료중 사망하였다.
- 2021년 11월 사망자가 대폭 폭증해 1192명으로 늘어났다. 동두천시, 연천군에서 첫 코로나 사망자가 발생하였다. 격리 치료중 사망하였다.
- 2021년 12월 10일 경기도 누적 확진자가 15만명을 돌파하였다.
- 2021년 12월 사망자가 대폭 폭증해 1822명으로 늘어났다. 과천시에서 첫 코로나 사망자가 발생하였다. 격리 치료중 사망하였다.
- 2022년 1월 12일 경기도 누적 확진자가 20만명을 돌파하였다.
- 2022년 1월 30일 경기도 누적 확진자가 25만명을 돌파하였다.
- 2022년 1월 사망자가 대폭 폭증해 2159명으로 늘어났다. 격리 치료중 사망하였다.
- 2022년 2월 5일 경기도 내 일일 확진자가 10449명으로 1만명을 돌파하였다.
- 2022년 2월 6일 경기도 누적 확진자가 30만명을 돌파하였다.
- 2022년 2월 13일 경기도 누적 확진자가 40만명을 돌파하였다.
- 2022년 2월 17일 경기도 누적 확진자가 50만명을 돌파하였다.
- 2022년 2월 21일 경기도 누적 확진자가 60만명을 돌파하였다.
- 2022년 2월 23일 경기도 누적 확진자가 70만명을 돌파하였다.
- 2022년 2월 25일 경기도 누적 확진자가 80만명을 돌파하였다.
- 2022년 2월 27일 경기도 누적 확진자가 90만명을 돌파하였다.
- 2022년 2월 사망자가 대폭 폭증해 2487명이 되었다. 격리 치료중 사망하였다.
- 2022년 3월 2일 경기도 누적 확진자가 100만명을 돌파하였다.[4]
- 2022년 3월 9일 경기도 누적 확진자가 150만명을 돌파하였다.
- 2022년 3월 15일 경기도 누적 확진자가 200만명을 돌파하였다.
- 2022년 3월 19일 경기도 누적 확진자가 250만명을 돌파하였다.
- 2022년 3월 24일 경기도 누적 확진자가 300만명을 돌파하였다.
- 2022년 3월 30일 경기도 누적 확진자가 350만명을 돌파하였다.
- 2022년 3월 사망자가 대폭 폭증해 4333명이 되었다. 치료중 사망하였다.
- 2022년 4월 6일 경기도 누적 확진자가 400만명을 돌파하였다.
- 2022년 4월 사망자가 대폭 폭증해 5877명이 되었다. 격리 치료중 사망하였다.
- 2022년 5월 사망자가 대폭 폭증해 6217명이 되었다. 격리 치료중 사망하였다.
- 2022년 6월 사망자가 대폭 폭증해 6270명이 되었다. 격리 치료중 사망하였다.
- 2022년 7월 5일 경기도 누적 확진자가 500만명을 돌파하였다.
- 2022년 7월 사망자가 대폭 폭증해 6398명이 되었다. 격리 치료중 사망하였다.
- 2022년 8월 22일 경기도 누적 확진자가 600만명을 돌파하였다.
- 2022년 8월 사망자가 크게 폭증해 6791명이 되었다. 격리 치료중 사망하였다.
- 2022년 9월 사망자가 대폭 폭증해 7138명이 되었다 격리 치료중 사망하였다.
- 2022년 10월 사망자가 대폭 폭증해 7297명이 되었다. 격리 치료중 사망하였다.
- 2022년 11월 9일 경기도 누적 확진자가 700만명을 돌파하였다.
- 2022년 11월 사망자가 대폭 폭증해 7625명이 되었다. 격리 치료중 사망하였다.
- 2022년 12월 사망자가 대폭 늘어 7970명으로 늘었다. 격리 치료중 사망하였다.
- 2023년 1월 10일 경기도 누적 확진자가 800만명을 돌파하였다.
- 2023년 1월 사망자가 폭증해 8233명으로 늘었다. 치료중 사망하였다.
- 2023년 2월 사망자가 대폭 폭증해 8322명으로 늘었다. 치료중 사망하였다.
- 2023년 3월 사망자가 대폭 늘어 8365명으로 늘어났다. 격리 치료중 사망하였다.
- 2023년 4월 사망자가 대폭 폭증해 8406명으로 늘어났다. 격리 치료중 사망하였다.
- 2023년 5월 사망자가 대폭 폭증해 8458명으로 늘어났다. 격리 치료중 사망하였다.